# Margarita Veo
Margarita Veo (?-Valencia, 30 de marzo de 1759) fue una impresora valenciana. Fue impresora de la ciudad de Valencia entre 1744 y 1759.
Margarita se casó con el impresor valenciano Antonio Bordazar de Artazu. Antonio falleció el 2 de noviembre de 1744, y fue en aquel momento cuando Margarita se hizo cargo de la imprenta, que se encontraba en la plaza del Palacio Arzobispal. El 5 de noviembre de 1744, tan solo tres días después de la muerte de su marido, a través de su yerno Tomás Santos, solicitó mantener el cargo de Impresor de Valencia que ya tenía Antonio, y le fue concedido el 7 de noviembre.
Durante los dos primeros años también aparecía en las obras el nombre de José de Orga, encargado del taller. Ya a partir de 1746 aparece únicamente el nombre de Margarita, como Viuda de Bordazar y a veces Impresora de la Ciudad o Impresora de Real Audiencia. La salida de José de Orga del taller podría haber sido debida a una disputa con Tomás Santos. En la imprenta también estuvo como aprendiz Benito Monfort, que se estableció de forma independiente en 1757.
Después de la muerte de Margarita Veo, Antonia Gómez, viuda de José de Orga y que también se había formado a la imprenta de Margarita Veo, pidió ser nombrada Impresora de la ciudad.